# Ligné (Charente)
 Ligné  es una población y comuna francesa, en la Región de Nueva Aquitania, departamento de Charente, en el distrito de Confolens y cantón de Charente-Nord.

## Demografía
| Gráfica de evolución demográfica de Ligné entre 2006 y 2019 |
|                                                             |

Fuentes: INSEE.